# 帕高氏伊都毛鼻鯰
帕高氏伊都毛鼻鯰，為輻鰭魚綱鯰形目毛鼻鯰科的其中一種。分布於南美洲亞馬遜河流域，體長可達17公分。

## 扩展阅读
維基物種上的相關：帕高氏伊都毛鼻鯰